# ديلون هنت
ديلون هنت (بالإنجليزية: Dillon Hunt)‏ هو لاعب الرغبي ‏ نيوزيلندي، ولد في 23 فبراير 1995 في نيوزيلندا.

## روابط خارجية
- ديلون هنت عل موقع إسبنسكروم (الإنجليزية)
- ديلون هنت على موقع ItsRugby.co.uk (الإنجليزية)